# Norwegisches Jaerhuhn
Das Jaerhuhn oder Norwegisches Jaerhuhn ist die einzige Hühnerrasse aus Norwegen. Es stammt aus Jæren in der Provinz Rogaland.

## Geschichte
Das Jaerhuhn war die wichtigste Hühnerrasse Norwegens, bis im 19. Jahrhundert die Einfuhr ausländischer Rassen begann. Das Jærhuhn wurde von ihrer Gründung im Jahr 1916 bis zu ihrer Schließung im Jahr 1973 in der staatlich kontrollierten Zuchtstation in Bryne selektiv gezüchtet. Der Zuchtbestand wurde dann an die staatliche Landwirtschaftsschule in Hvam, Nes, übertragen.
Die Jaerhühner wurden vom norwegischen Wald- und Landschaftsinstitut in ihrem Aktionsplan 2008–2010 für die Erhaltung und nachhaltige Nutzung tiergenetischer Ressourcen in Norwegen als „konservierungswürdige nationale Rasse“ aufgeführt.

## Eigenschaften
Für das Jaerhuhn sind zwei Farbvarianten bekannt: dunkelbraun und gelb sowie hellbraun und gelb. Der Kamm ist einfach und der Schnabel und die Beine sind hellgelb.
Eine Zwergvariante des Jærhuhns mit denselben beiden Farbvarianten wurde 1994 zugelassen.